# Kapazitätsverordnung (Berlin)
Die Verordnung über die Kapazitätsermittlung, die Curricularnormwerte und die Festsetzung von Zulassungszahlen (kurz: Kapazitätsverordnung) regelt die Rechte und Pflichten von Hochschulen und Universitäten in Berlin. In ihr sind Abläufe zwischen Universitätsverwaltung und Fachaufsicht geregelt. Grundlage für die Verordnung ist der Staatsvertrag über die Vergabe von Studienplätzen.

## Inhalt
- Abschnitt 1: Allgemeine Grundsätze und Verfahren
- Abschnitt 2: Berechnung auf Grund der personellen Ausstattung
- Abschnitt 3: Überprüfung des Berechnungsergebnisses
- Abschnitt 4: Ausnahmetatbestände
- Abschnitt 5: Schlussbestimmungen

## Anlagen
- Anlage 1: Verfahren zur Berechnung der personellen Aufnahmekapazität auf Grund des Zweiten Abschnitts der Verordnung
- Anlage 2: Curricularnormwerte
- Anlage 3: Stellenzuordnung

## Zuständige Behörde
Zuständig für die Aktualisierung der Verordnung ist die Senatskanzlei.